# Niederwalddenkmal

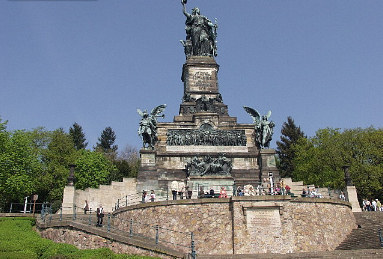
Niederwalddenkmal

Het Niederwalddenkmal is een monument dat boven het Duitse Rüdesheim gelegen is.

## Germania
In 1871 begon men het Niederwalddenkmal naar een ontwerp van Johannes Schilling en Karl Weisbach te bouwen. In 1883 werd het monument afgewerkt. Het monument bereikt een totale hoogte van 38 meter en op het monument staat een 10,5 meter hoog standbeeld van de Germania, die de hoeder aan de Rijn symboliseert. Zij herinnert aan de Reichsgründung, de stichting van het Duitse Rijk in 1871 direct na de Frans-Duitse Oorlog. Op de sokkel staan chronologisch de plaatsen waar de Fransen verloren van de Duitsers: Gravelotte, Beaumont, Sedan, Straatsburg, Metz, Le Bourget, Amiens, Orléans, Le Mans, Saint-Quentin, Parijs (deze laatste na een beleg van zes maanden).
Het monument is een toeristenattractie.
In 2002 werd het als onderdeel van het cultuurlandschap Boven Midden-Rijndal toegevoegd aan de UNESCO werelderfgoedlijst.

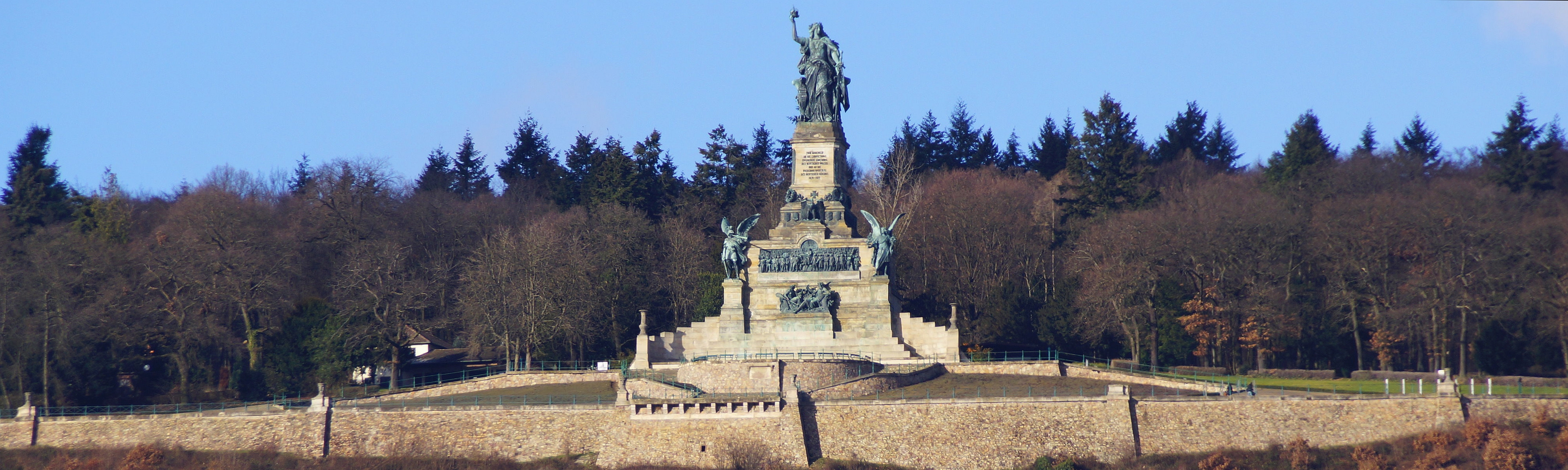
Niederwald-monument uit 1883 met de Germania boven Rüdesheim in de Rheingau in Hessen

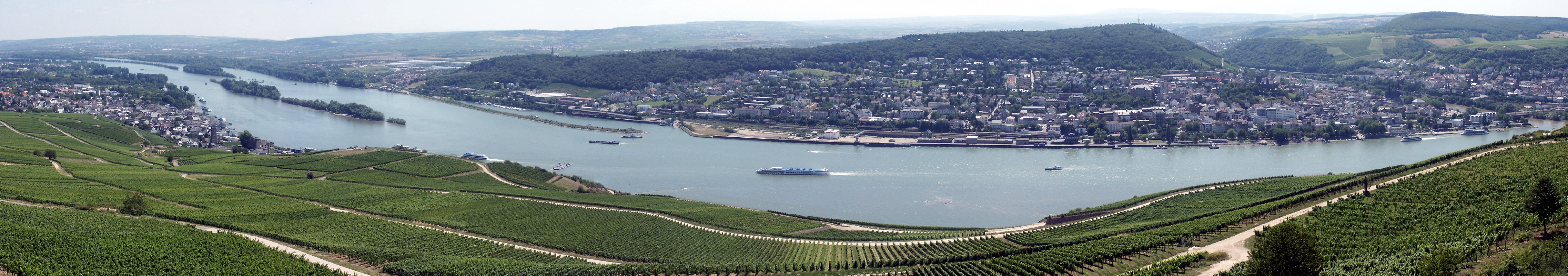
Rhein-Panorama, gezien vanaf het monument